# Krum (obwód Chaskowo)
Krum (bułg. Крум) – wieś w południowej Bułgarii, w obwodzie Chaskowo, w gminie Dimitrowgrad. Do 1906 roku wieś nazywała się Idiplii.
We wsi znajduje się stacja kolejowa na linii Swilengrad - Płowdiw - Sofia.
Działa tu klub piłkarski FK Marica Krum.